# Célula de Paneth

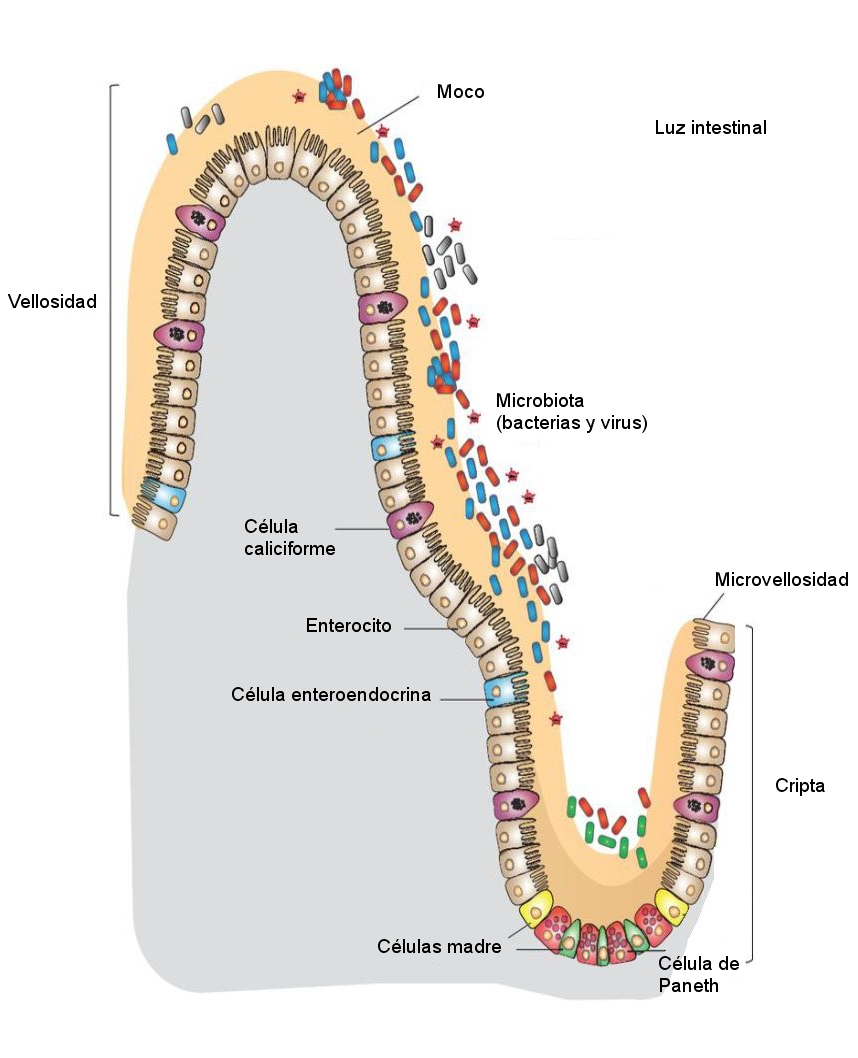
Células del epitelio intestinal.

Las células de Paneth son células epiteliales situadas en las criptas de Lieberkühn, en la pared intestino delgado y en menor medida en el intestino grueso. Secretan sustancias antibacterianas hacia la luz del  intestino. Deben su nombre al fisiólogo austriaco Joseph Paneth (1857–1890).

## Función

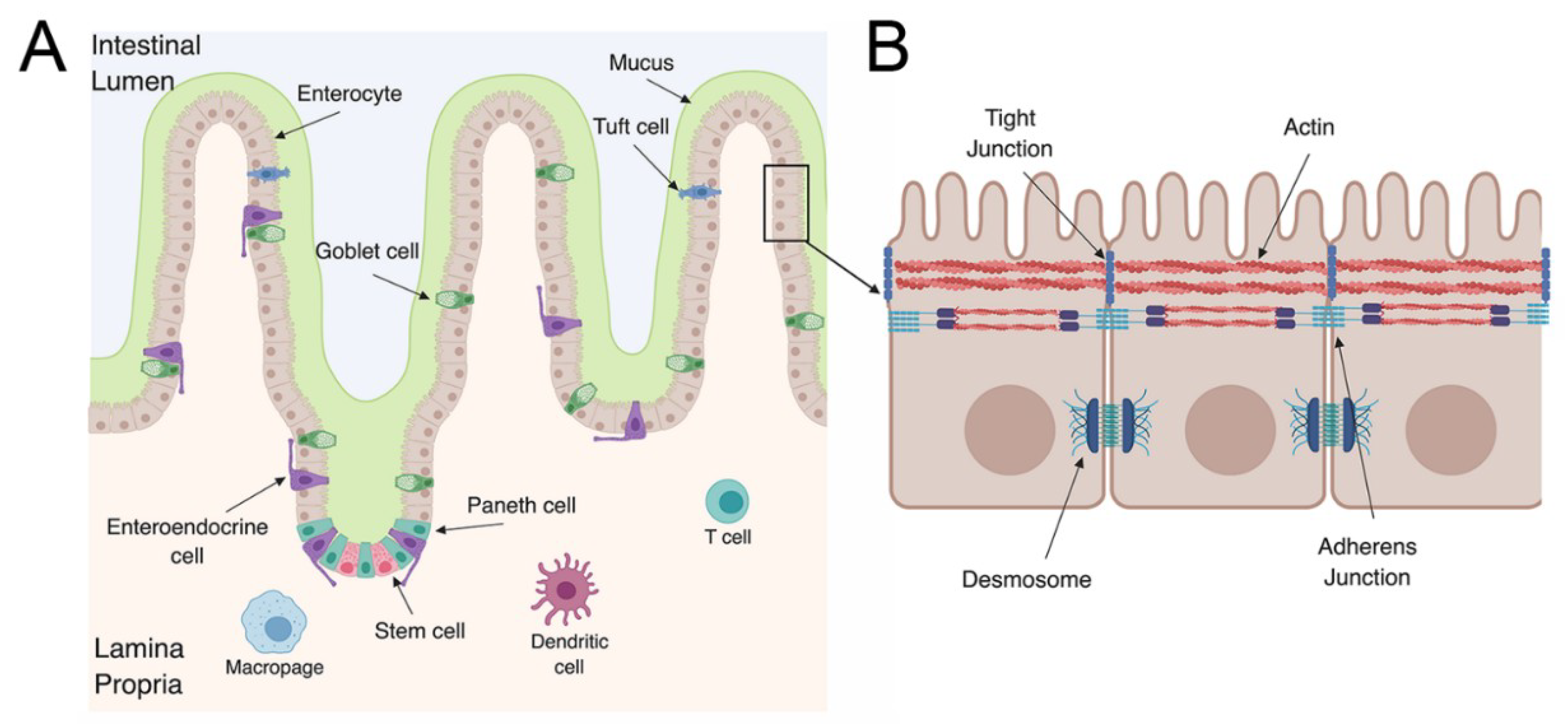

Las células de Paneth producen sustancias que tienen la finalidad de favorecer la inmunidad contra agentes patógenos externos y controlar el desarrollo de la flora intestinal, entre ellas alfa defensina y lisozima que digiere las paredes celulares de algunos tipos de bacterias.